# Mircea Grosaru
Mircea Grosaru (n. 30 iunie 1952, Buhuși, România – d. 3 februarie 2014, Suceava, România) a fost un politician român, avocat și profesor, de etnie italiană, reprezentant al acestei minorități în Parlamentul României în legislaturile 2004-2008 și 2008-2012. A câștigat un proces împotriva României la CEDO pentru neacordarea mandatului de deputat câștigat cu ocazia alegerilor parlamentare din anul 2000 (Decizia C.E.D.O.- Strasbourg, 25.11.2008, Dosarul nr. 78039/2001). A fost căsătorit cu Ioana Grosaru și a avut un fiu, Andi-Gabriel Grosaru.
A fost decorat de către Președintele Republicii Italiene cu Ordinul Steaua Italiei în Rang de Cavaler pentru importantele contribuții cu privire la menținerea, consolidarea și promovarea limbii, culturii și identității minorității italiene în România cât și pentru importante servicii aduse Statului Italian. A primit distincții din partea fostului Președinte a Camerei Deputaților a Republicii Italiene, Gianfranco Fini.
A fost desemnat Ambasador al Păcii de către Universal Peace Federation.
A fost fondatorul și Președintele Asociației Italienilor din România - RO.AS.IT. și deputat din partea acestei formațiuni în Parlamentul României.
A contribuit la conceperea, modificarea și implementarea legilor insolvenței și preinsolvență (L. 85/2006, L. 85/2014), autor a monografiei Judecătorul Sindic. A făcut parte din Comisia juridică, disciplină și imunități, subcomisia de monitorizare a executării Hotărârilor CEDO precum și din Comisia de redactare a Noului Cod Civil și Noului Cod de Procedură Civilă.
A pus bazele acordului de colaborare dintre Asociația Italienilor din România - RO.AS.IT. și Partidul Democrat European, proiect continuat de către fiul său, Andi-Gabriel Grosaru, prin aderarea asociației la acest partid în decembrie 2014.